# École professionnelle des arts contemporains
 (juillet 2025).
Motif : Où sont les sources secondaires, centrées et indépendantes qui montrent que les critères d'admissibilité sont atteints ?
- Archive Wikiwix
- Bing
- Cairn
- DuckDuckGo
- E. Universalis
- Gallica
- Google
- G. Books
- G. News
- G. Scholar
- Persée
- Qwant
- (zh) Baidu
- (ru) Yandex

| 1. | Préciser le motif de la pose du bandeau. | Précisez le motif de la pose du bandeau en utilisant la syntaxe suivante : {{admissibilité à vérifier\|date=août 2025\|motif=remplacez ce texte par le motif}}                                                    |
| 2. | Informer les utilisateurs concernés.     | Pensez à avertir le créateur de l'article, par exemple, en insérant le code ci-dessous sur sa page de discussion : {{subst:avertissement admissibilité à vérifier\|École professionnelle des arts contemporains}} |

 (août 2025).
L’École professionnelle des arts contemporains (EPAC) est une école privée suisse fondée en 1996 à Sion, spécialisée dans les arts visuels, et aujourd’hui installée à Saxon, dans le canton du Valais. Elle est la première école de bande dessinée en Suisse, et propose également des formations en illustration, peinture, animation, manga, jeux vidéo et nouveaux médias. L’EPAC est solidement ancrée dans le paysage culturel helvétique depuis plus de deux décennies,.

## Historique
Fondée par Patrizia Abderhalden, l’EPAC a été conçue dès l’origine comme un établissement d’enseignement alternatif à l’académisme classique. D’abord installée à Sion en 1996, elle déménage au début des années 2000 dans les locaux d’un ancien cinéma de Saxon, où elle poursuit son développement dans un cadre propice à l’expérimentation artistique.
En 2016, un étudiant est exclu de l'école pour avoir publié des dessins antisémites.
En 2022, en collaboration avec des professionnels de l'hotellerie, l'école lance le projet Hôtel-Resto: join the family pour recruter des jeunes dans les métiers de l'hotellerie. les oeuvres de Naomi Freymond, Lea Dage et Teodora Anicic  sont retenues à l’issue du concours,.  

## Formation
La formation repose sur un tronc commun  (dessin, culture visuelle, gestion de projets) et vise à développer des compétences transversales (autonomie, planification, techniques variées). Elle inclut également des stages professionnels et se conclut par un projet de diplôme dans un cadre conceptuel défini.
Les élèves de l’EPAC bénéficient d’une formation artistique polyvalente leur permettant de s’orienter vers des métiers liés à l’illustration, la bande dessinée, l’animation ou la création de jeux vidéo. Les diplômés trouvent des débouchés variés dans le monde artistique ou numérique,.
L’EPAC développe des collaborations pédagogiques et culturelles avec des institutions en Europe et en Asie, renforçant l’ouverture internationale de ses étudiants. Elle est ainsi un pont entre cultures et disciplines artistiques contemporaines.
Malgré sa discrétion apparente, l’EPAC est un acteur reconnu dans le Bas-Valais. Son implantation à Saxon depuis 2001 a permis de dynamiser la vie culturelle locale tout en offrant aux jeunes artistes un espace de liberté, de création et d’expérimentation au cœur du village.